# 米勒角
米勒角（英語：Miller Point），是南極洲的海岬，位於帕爾默地東岸，海拔高度250米，是凱西灣入口處北部，在1928年12月20日由澳大利亞探險家發現，現時由南極條約體系管理。

## 外部連結
. . United States Geological Survey.   [2013-10-01].
68°56′S 63°23′W / 68.933°S 63.383°W